# Today We Kill... Tomorrow We Die
Today We Kill... Tomorrow We Die är det svenska garagerockbandet The Peepshows' andra studioalbum, utgivet 2001 på CD och LP av Burning Heart Records och på CD av Epitaph Records.

## Låtlista
1. "Today We Kill"
2. "I Got a Nail"
3. "Seduce and Destroy"
4. "Go Choppin'"
5. "Talk to Me Baby"
6. "Soaked Out"
7. "Surrender My Love"
8. "Never Say No"
9. "A Chaos Day Chapter"
10. "Got It Where I Want It"
11. "Genius"
12. "A Day at Doc's"

### Fotnoter
1. ↑  ”Today We Kill... Tomorrow We Die”. Discogs.com. http://www.discogs.com/Peepshows-Today-We-KillTomorrow-We-Die/release/1829360. Läst 14 april 2012.